# Coupe du Liechtenstein de football 1999-2000
Navigation
Édition précédente Édition suivante
La coupe du Liechtenstein  de football est la 55e édition de la Coupe nationale de football, la seule compétition nationale du pays en l'absence de championnat.
Elle se dispute du 19 octobre 1999 au 10 mai 2000, avec la finale disputée au Rheinpark Stadion de Vaduz entre le FC Vaduz, tenant du titre, et le FC Balzers.
Les 7 équipes premières du pays ainsi que plusieurs équipes réserves de ces clubs, soit au total 15 formations, prennent part à la compétition.
Le FC Vaduz conserve le trophée en battant le FC Balzers, 6 buts à 0. Il s'agit du 29e titre de l'histoire du club dans la compétition. Grâce à ce succès, le club assure sa participation à la prochaine édition de la Coupe UEFA.

## 1ertour
| Équipe 1             | Résultat        | Équipe 2          |
| -------------------- | --------------- | ----------------- |
| FC Triesen II        | 3 - 3 4 - 3 tab | FC Schaan Azzuri  |
| FC Triesen           | 1 - 1 2 - 1 tab | FC Vaduz II       |
| FC Balzers II        | 2 - 1           | FC Triesenberg    |
| FC Triesenberg II    | 0 - 9           | FC Balzers        |
| USV Eschen/Mauren II | 0 - 3           | FC Schaan         |
| FC Ruggell II        | 2 - 4 ap        | USV Eschen/Mauren |
| FC Vaduz III         | 3 - 0           | FC Ruggell        |

## Quarts de finale
- Entrée en lice du FC Vaduz, tenant du titre et exempté de 1er tour.

| Équipe 1      | Résultat | Équipe 2          |
| ------------- | -------- | ----------------- |
| FC Vaduz III  | 0 - 2    | FC Balzers        |
| FC Triesen II | 0 - 22   | FC Vaduz          |
| FC Triesen    | 2 - 1    | USV Eschen/Mauren |
| FC Balzers II | 1 - 2    | FC Schaan         |

## Demi-finales
| Équipe 1   | Résultat        | Équipe 2   |
| ---------- | --------------- | ---------- |
| FC Schaan  | 2 - 2 7 - 8 tab | FC Balzers |
| FC Triesen | 0 - 3           | FC Vaduz   |

## Finale
| 10 mai 2000 | FC Balzers | 0 - 6 | FC Vaduz                                                             | Rheinpark Stadion, Vaduz |
|             |            |       | 7e Polverino · 43e 79e Hasler · 72e Hafner · 75e Telser · 85e Šlekys |                          |

- Le FC Vaduz se qualifie pour la Coupe UEFA 2000-2001.